# NGC 6461
NGC 6461 est une vaste et lointaine galaxie spirale située dans la constellation du Dragon. Sa vitesse par rapport au fond diffus cosmologique est de 12 216 ± 38 km/s, ce qui correspond à une distance de Hubble de 180 ± 13 Mpc (∼587 millions d'al). NGC 6461 a été découverte par l'astronome américain Lewis Swift en 1884.
Les bases de données Simbad et HyperLeda associent la galaxie PGC 60631 à NGC 6461, ce qui semble être une erreur.

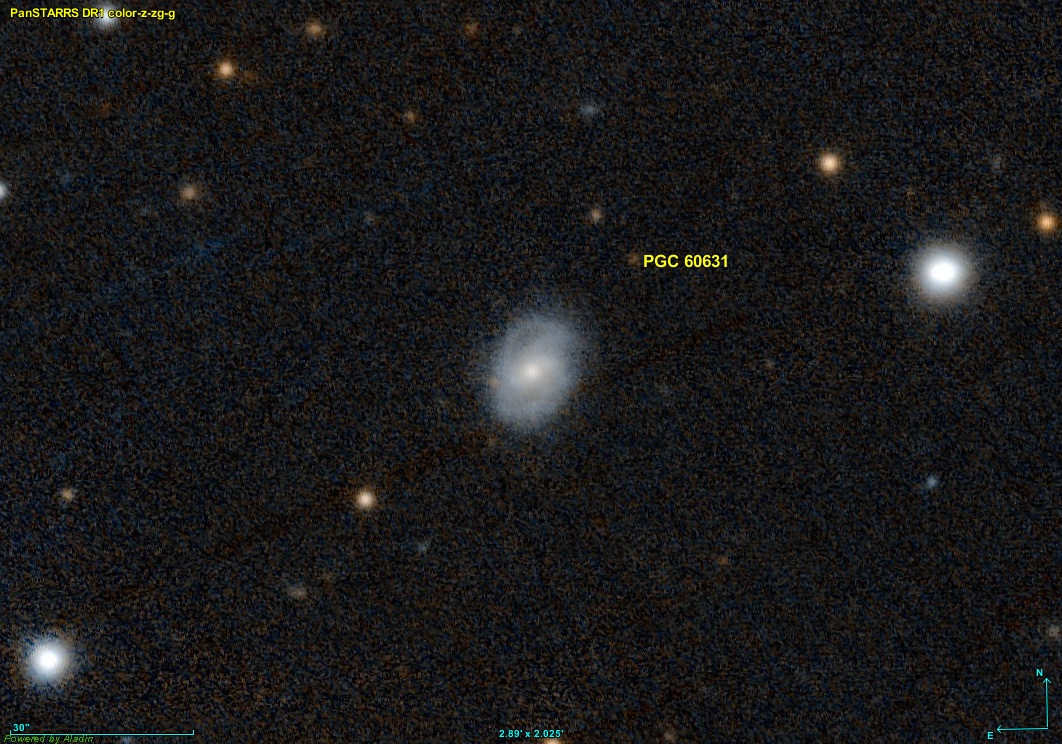
NGC 6461 n'est pas la galaxie PGC 60631.